# Oxychirus camerunus
Oxychirus camerunus är en skalbaggsart som beskrevs av Ohaus 1913. Oxychirus camerunus ingår i släktet Oxychirus och familjen Melolonthidae. Inga underarter finns listade i Catalogue of Life.